# Bahnhof Fujisan
Der Bahnhof Fujisan (jap. 富士山駅 Fujisan-eki, engl. Mt. Fuji station) ist ein Bahnhof auf der japanischen Insel Honshū. Er wird von der Bahngesellschaft Fuji Kyūkō betrieben und befindet sich in der Präfektur Yamanashi auf dem Gebiet der Stadt Fujiyoshida. Der Bahnhof ist ein wichtiger Ausgangspunkt für Bergtouren auf den benachbarten Vulkan Fuji, nach dem er benannt ist.

## Verbindungen
Fujisan ist ein Kopfbahnhof, an dem die beiden Teilstrecken der Fujikyūkō-Linie (die Ōtsuki-Linie nach Ōtsuki und die Kawaguchiko-Linie nach Kawaguchiko) aufeinandertreffen. Der Bahnhof dient als Spitzkehre und sämtliche Züge nehmen hier einen Fahrtrichtungswechsel vor. Nahverkehrszüge mit Halt an allen Zwischenstationen fahren tagsüber ungefähr alle 30 Minuten. Während der Hauptverkehrszeit wird der Takt auf etwa 20 Minuten verdichtet, am späten Abend gilt ein angenäherter Stundentakt. Ergänzt wird das Angebot durch mehrere umsteigefreie Schnellzüge in Richtung Shinjuku und Tokio (darunter Fuji Excursion) sowie die Ausflugszüge Fujisan Express und Fujisan View Express.
Auf dem Bahnhofsvorplatz steht ein Busterminal mit fünf Bussteigen. Hauptnutzer ist die Gesellschaft Fujikyū Bus, die neben Linienbussen im Orts- und Regionalverkehr auch Zubringerbusse zu nahe gelegenen Touristenattraktionen und zur 5. Station der Yoshida-Bergwanderroute am Fuji anbietet. Ebenso wird der Busterminal von zahlreichen Fernbuslinien verschiedener weiterer Anbieter bedient.

## Anlage
Der Bahnhof steht am nördlichen Rand des Stadtteils Kamiyoshida in einer von Hotels geprägten Umgebung. Die ebenerdige Anlage ist von Westen nach Osten ausgerichtet und umfasst drei stumpf endende Gleise, die an einem Mittelbahnsteig und an einem Seitenbahnsteig liegen. Beide sind teilweise überdacht und grenzen an ihrem östlichen Ende unmittelbar an das sechsgeschossige Empfangsgebäude, das den Namen Q-Sta (キュースタ Kyūsuta) trägt. Die Schalterhalle und der Warteraum sind im Erdgeschoss zu finden, der Zugang zu den Bahnsteigen im ersten Stockwerk. Das zweite bis fünfte Stockwerk umfasst ein vom Konzern Fuji Kyūkō betriebenes Einkaufszentrum mit 48 Läden, das Untergeschoss wird als Parkhaus genutzt. Etwa zweihundert Meter westlich des Bahnhofs, kurz vor der Verzweigung beider Teilstrecken, steht ein viergleisiges Depot.
Im Fiskaljahr 2019 nutzten durchschnittlich 1594 Fahrgäste täglich den Bahnhof.

## Gleise
| 1 | ▉ Fujikyūkō-Linie | Nutzung durch Sonderzüge |
| 2 | ▉ Fujikyūkō-Linie | Kawaguchiko              |
| 3 | ▉ Fujikyūkō-Linie | Ōtsuki • Tokio           |

## Bilder

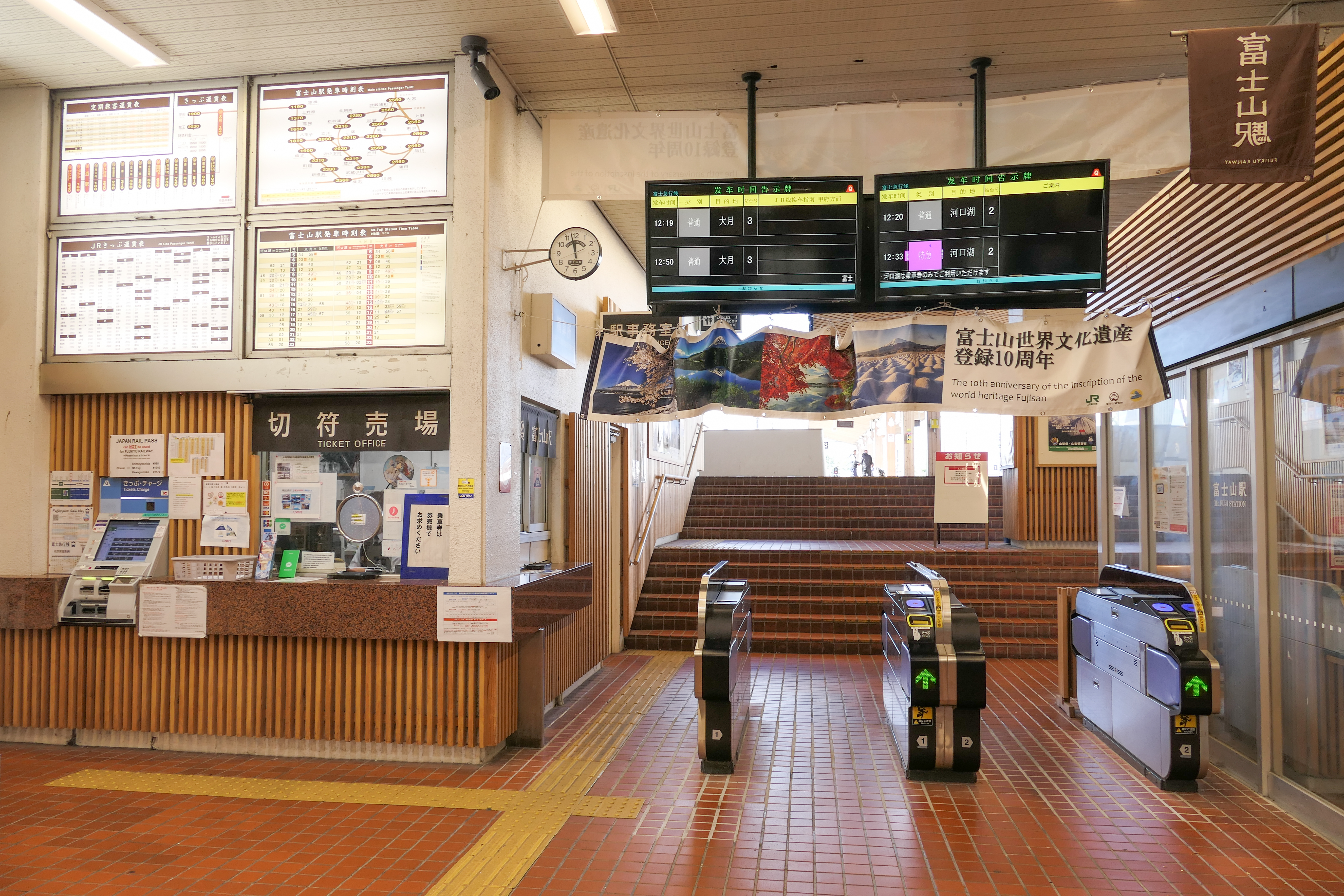
Bahnsteigsperren
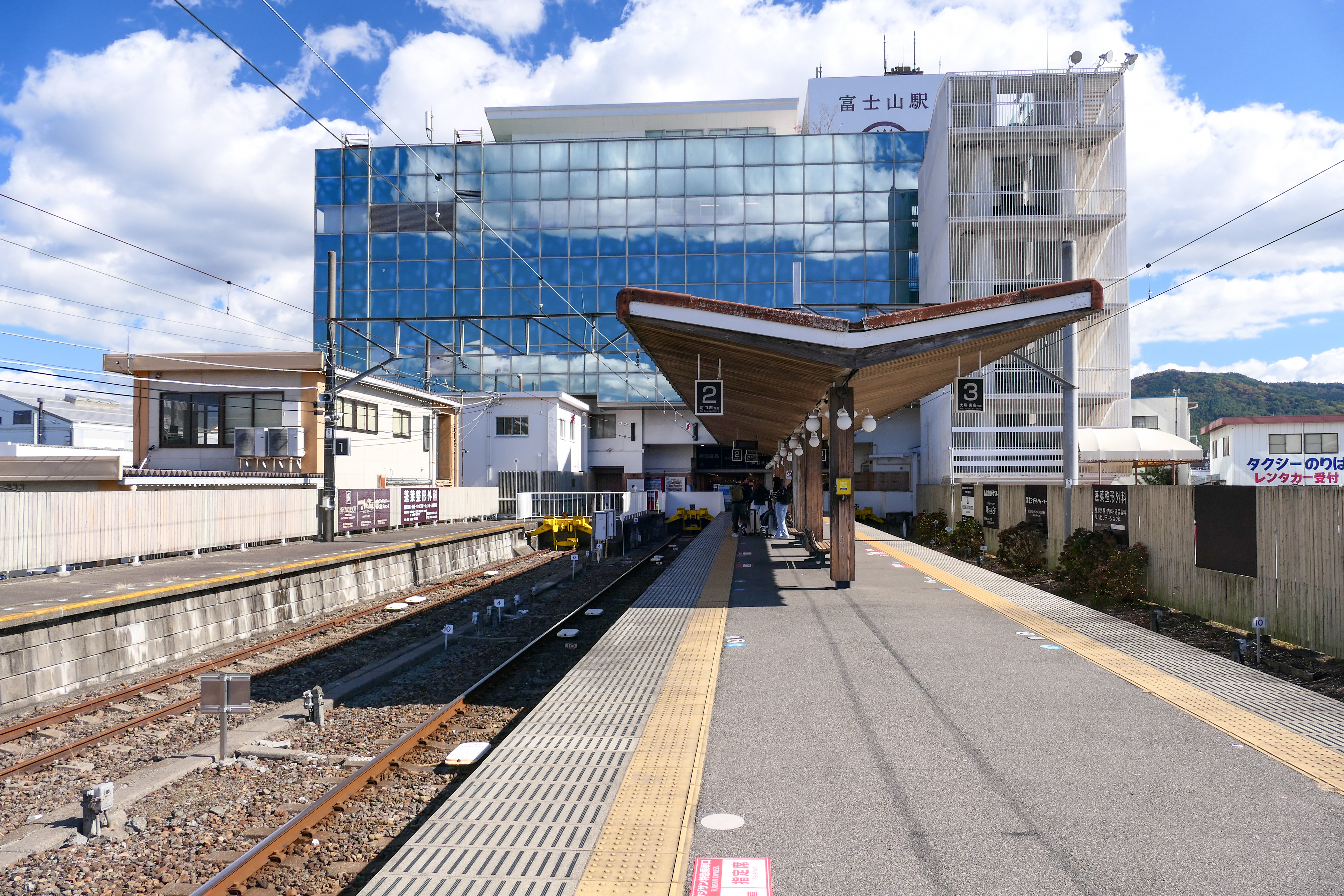
Bahnsteige
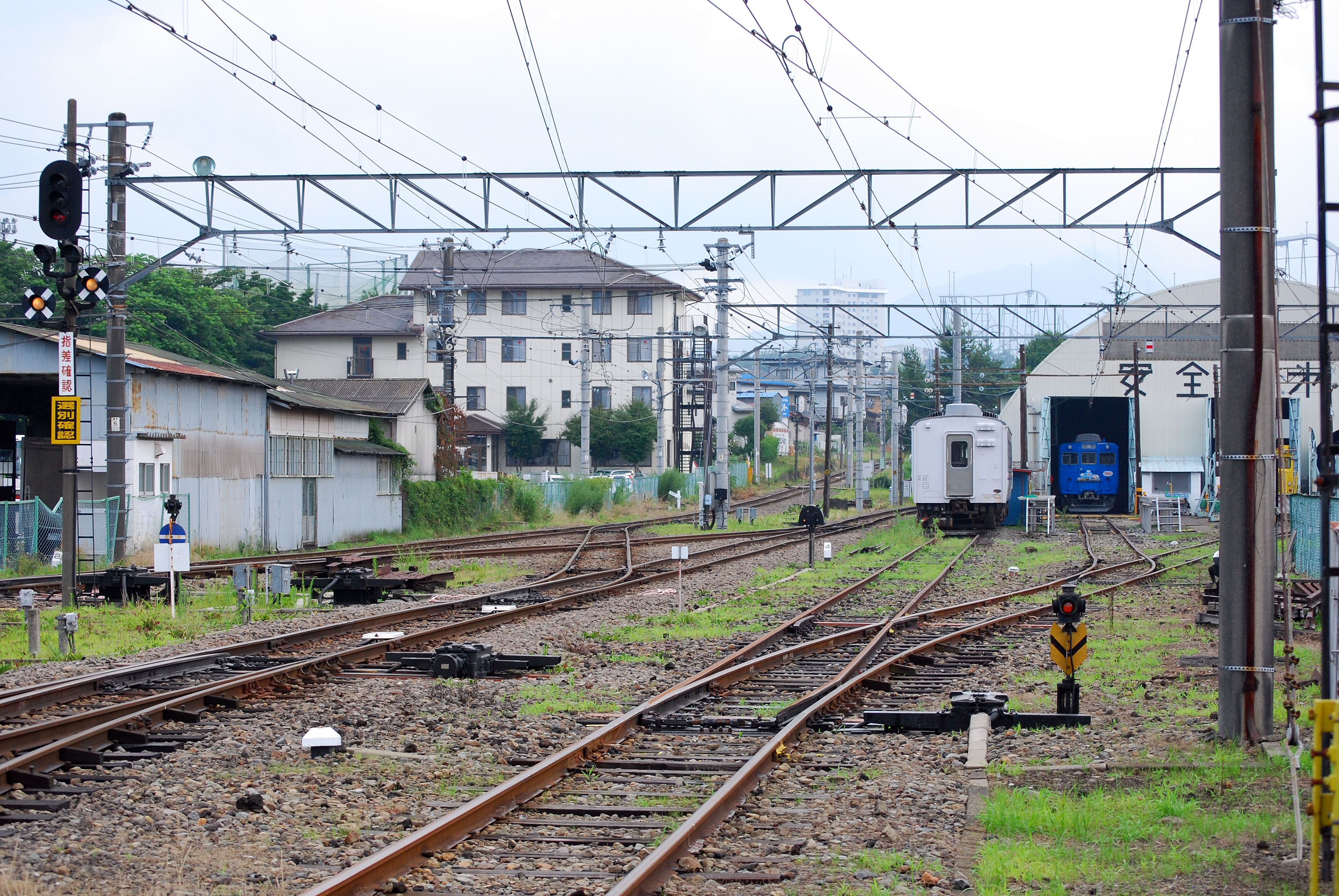
Verzweigung und Depot
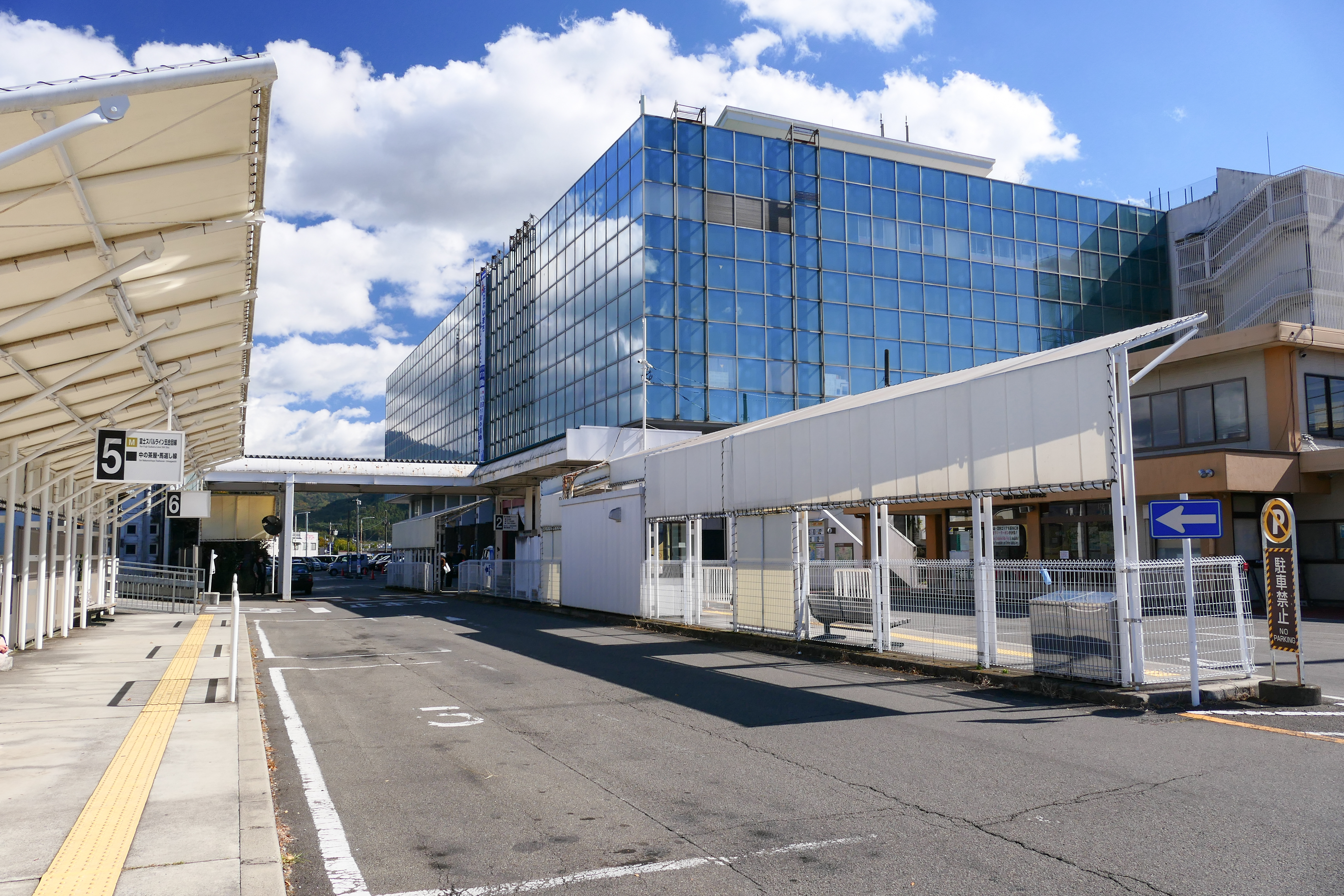
Busterminal

## Geschichte
Ab 1903 war Fujiyoshida über die Pferdebahn der Tsuru Basha Tetsudō erreichbar, die eine Spurweite von 762 mm aufwies und 1921 elektrifiziert wurde. Da die Straßenbahn die stetig ansteigenden Fahrgastzahlen nicht mehr bewältigen konnte, wich sie nach einem Vierteljahrhundert einer vollwertigen kapspurigen Eisenbahnstrecke. Die 1926 gegründete Bahngesellschaft Fujisanroku Denki Tetsudō eröffnete am 19. Juli 1929 die so genannte Ōtsuki-Linie vom Bahnhof Ōtsuki zum damals so bezeichneten Bahnhof Fujiyoshida (富士吉田駅 Fujiyoshida-eki). Dieser war zunächst die Endstation einer Stichstrecke, erhielt aber mit der Inbetriebnahme der daran anschließenden Kawaguchiko-Linie nach Kawaguchiko am 24. August 1950 die Funktion einer Spitzkehre. Um neben dem touristischen Ausflugsverkehr weitere Einnahmequellen zu schaffen, ersetzte der Konzern Fuji Kyūkō das ursprüngliche Empfangsgebäude durch einen Neubau mit angeschlossenem Einkaufszentrum, das seine Tore im April 1975 öffnete. Am 1. Juli 2011 erfolgte die Umbenennung des Bahnhofs in Fujisan. Die Bahngesellschaft wollte mit diesem Schritt das Image des Bahnhofs als „Tor zum Fuji“ weiter verstärken, um dadurch noch mehr in- und ausländische Touristen anzuziehen.